# Thanatus aridorum
Espèce
Thanatus aridorum est une espèce d'araignées aranéomorphes de la famille des Philodromidae.

## Distribution
Cette espèce est endémique de République tchèque.

## Publication originale
- Šilhavý, 1940 : Thanatus aridorum n. sp., nový pavouk z mohelnské hadcové stepi. – Thanatus aridorum n. sp. (Aran., Thomisidae), e desertis serpentinicis apud Mohelno. Moravia occidentalis, descriptus. Entomologické Listy, vol. 3, p. 14-15.